# Matrace

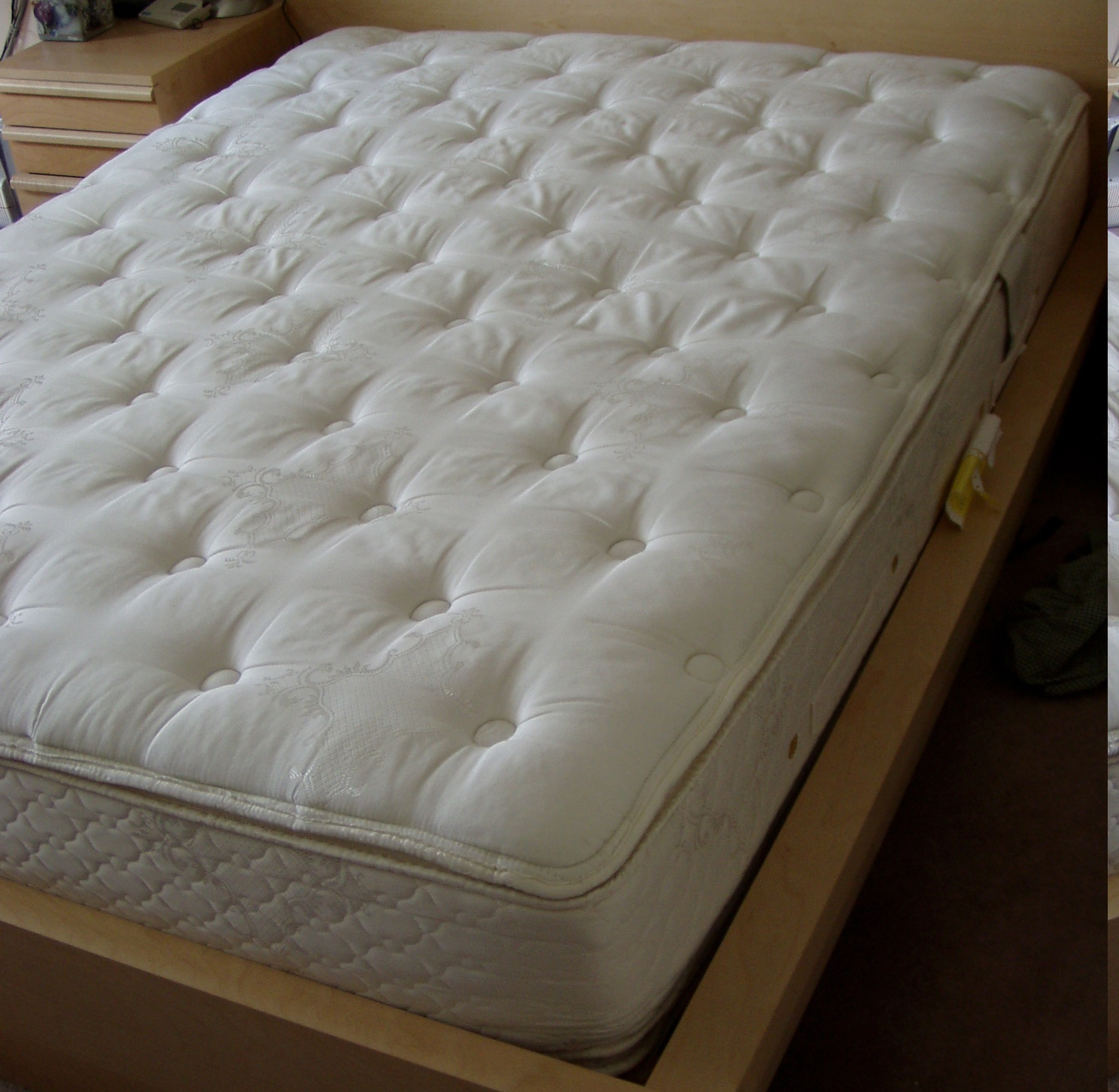
Matrace

Matrace je podložka, zpravidla umístěná na lůžku, na které se spí nebo odpočívá. Název vychází z arabského slova „matrah“.

## Historie
V prvopočátcích to byla suchá tráva – seno, které ale prášilo, lámalo se a velmi rychle se proleželo. Oproti tomu osvědčeným materiálem byla sláma. Její výborné tepelné vlastnosti, snadná dostupnost a hygiena (každý rok se vyměnila), vedlo k tomu, že byla dlouho nenahraditelným materiálem ve výrobě matrací. Podobný materiál poskytuje žumara nízká (Chamaerops humilis). Rozřezané palmové listy s nimiž se plnilo, měly přesně opačné vlastnosti než seno. V zimním období se užívalo potahů z ovčí vlny.
Další používané materiály jako jsou peří, koňské žíně, bavlna nebo koudel, si pro svou cenu mohla dovolit především šlechta a církev. Podle nálezů, které se datují do roku 3600 před naším letopočtem existovaly již v této době vodní postele. Ty byly vyrobené ze sešité kozí kůže naplněné vodou.
V době Říma byly matrace většinou ze sametové látky, která byla naplněna sušenou trávou, žíněmi nebo tkaninou.
Od osmnáctého století se začaly vyskytovat pružiny, které však musely být determinované (stabilizované) provázkem nebo jako v dnešní době zašité do sáčku.

## Druhy matrací
Matrace se dělí podle materiálu výroby na:
- matrace z PUR pěny,
- matrace z HR pěny,
- matrace z líné pěny,
- pružinové matrace,
- taštičkové matrace,
- latexové matrace,
- lamelové matrace,
- sendvičové matrace,
- antibakteriální matrace.

### Parametr RG
RG: objemová hmotnost pěny / odpor proti stlačení (RG A/B)
- (A) Objemová hmotnost pěny udává hmotnost pěny na metr krychlový. Např. metr krychlový pěny o objemové hmotnosti RG 40 váží 40 Kg. Od toho údaje je možno odvodit životnost pěny. Čím vyšší číslo, tím je pěna kvalitnější. Rozmezí objemové hmotnosti se běžně pohybuje od 15–55 kg/m³.

- (B) Odpor proti stlačení se udává jako síla nutná ke stlačení vzorku definované plochy o 40 %. Tento parametr uživatel vnímá již při prvním kontaktu. Pěny pro výrobu matrací běžně dosahují hodnoty 30–50, kdy:
  - 30 velmi měkké (tuhost 1 z 1–5)
  - 35 měkké (tuhost 2 z 1–5) H1
  - 38 středně tvrdé (tuhost 3 z 1–5) H2
  - 45 tvrdé (tuhost 4 z 1–5) H3
  - 50 velmi tvrdé (tuhost 5 z 1–5)

Pocitová tuhost matrace nezávisí pouze na odporu proti stlačení, ale také na profilování a prořezání matrace. Čím širší a hlubší prořez, tím měkčeji reaguje část okolo prořezu.

### Matrace z PUR pěny
Pěnový polyuretan se prodává pod značkou „Molitan“. Pěna je vhodná i pro výrobu matrací díky svým vlastnostem jako pružnost, tvarová stálost a cenová dostupnost. Matrace z PUR pěny jsou vyráběny buď z jedné vrstvy PUR pěny, nebo z více vrstev různých druhů PUR pěn, které jsou položeny, či slisovány na sebe. Tyto matrace mají různou tvrdost. Tepelně modifikovaná PUR pěna má malé póry, díky tomu je pěna méně prodyšná a má omezenou pružnost. PUR pěna má velmi široké použití, nejčastěji se používá pro čalouněný nábytek, ale i do automobilového průmyslu. Vhodná je i pro výrobu levnějších matrací.

### Matrace z HR pěny
Studené pěny se někdy označují jako HR z anglického High Resilience, tedy vysoce pružné a odolné. Materiál disponuje skvělou elasticitou i při vyšší objemové hustotě. Díky otevřenější buněčné struktuře a větším pórům má HR pěna dobrou prodyšnost, čímž snáze vyrovnává teplotní rozdíly. Studená pěna nechladí, její název je odvozen od procesu vypěnění, které probíhá za mnohem nižší teploty, než u standardní PUR pěny. Studená pěna byla vyvinuta přímo pro výrobu matrací, aby vylepšila její vlastnosti matrace byla prodyšnější, komfortnější a měla delší životnost.

### Matrace z líné pěny
Viscoelastická pěna je známější pod výrazy paměťová, nebo líná pěna. Její výhodou je skvělá tvárnost a komfort. Líná pěna je pouze tvarovací část matrace, protože nemá vlastnost podepřít, proto se vždy kombinuje s nosnou vrstvou, nejčastěji z PUR pěny, nebo lépe z HR studené pěny. Díky velmi nízkému zpětnému tlaku nevytváří dekubity (zpětné tlaky), díky tomu nevytvoří u dlouho ležících uživatelů proleženiny. Paměťová pěna je i velmi vhodná pro výrobu polštářů.

### Pružinové matrace
Tyto matrace jsou vyrobeny z různých druhů materiálů. Jádro tvoří kovové pružinové jádro, separační vrstva, která je nejčastěji z kokosu, nebo z pevné tkaniny a komfortní vrstva. U pružinových matrací tvoří komfortní a tvarovací vrstvu nejčastěji PUR pěna, u kvalitnějších matrací je použita HR studená pěna. Pružinové matrace jsou vhodné na pevný podklad.

### Taštičkové matrace
Tyto matrace mají střed jádra tvořený velkým množstvím pružin uložených v textilních pouzdrech. Výhodou oproti pružinovým matracím je větší počet pružin a tím i lepší rozložení váhy na matraci. Matrace jsou velmi vzdušné a je možné je uložit na polohovatelné rošty. Roznášecí vrstvu těchto matrací tvoří pěny různých tuhostí.

### Latexové matrace
Matrace z latexu se vyrábí z přírodního, nebo syntetického latexového materiálu. Přírodní latex je získávám z kaučukového mléka z kmene kaučukovníku (Hevea Brasiliensis). Ortopedické vlastnosti latexové matrace se nejlépe projevují v kombinaci s vhodným lamelovým roštem (min. 28 ks lamel). Výhodou latexových matrací je vysoká životnost díky vysokým hustotám, které se většinou u latexových jader pohybují od 50 do 90 Kg/m3.

### Lamelové matrace
Matrace je vhodná pro podporu páteře, protože je tvořena systémem lamelových částí a pružného jádra. Takovéto matrace dobře kopírují tvar páteře ležícího člověka, takže při spánku nedochází k prohýbání páteře. Matrace se skládá z ortopedického lamelového roštu, nosníků a roznášecí vrstvy.

### Sendvičové matrace
Sendvičové matrace se vyrábí spojením několika různých materiálových vrstev. Často jde o kombinaci PUR pěn a vrstvy z kokosové a latexové hmoty. Spojování těchto vrstev je většinou pomocí lepidel, které snižují možnost dobré prodyšnosti jádra matrace.

### Antibakteriální matrace
Antibakteriální matrace jsou speciálně upravené tak, aby zabránily množení roztočů, bakterií a plísní. Antibakteriální vlastnosti matrace zaručuje především pěna, která tvoří výplň matrace.

### Matrace z BIO pěny
Matrace z bio pěny jsou vyrobené z přírodních materiálů. Základní složka je sice také ropa, ale velká část je nahrazována přírodními oleji nebo výtažky z rostlin. Výhodou těchto olejů je vyšší elasticita a tvarová stálost. Při výrobě se využívá například sójového extraktu, rostliny Ricinus Columnaris (Skočec obecný) apod.

## Zónování matrace
Zónování, je rozdělení matrace na jednotlivé segmenty podle tuhosti. Vychází z anatomických požadavků (dospělého) lidského těla. Protože lidské tělo nevyvíjí rovnoměrný tlak po celé ploše a zatěžuje každou část matrace jinak. Zóny matrace jsou místa s rozdílnou tuhostí materiálu, které tím pádem poskytují i rozdílnou oporu. Doporučují se lidem, které trápí zdravotní problémy způsobené nekvalitním spánkem, ale i jako prevence před těmito příznaky.
Nedoporučují se dětem, které měří do 150 cm. Jsou pro ně nevhodné, protože dítě na zóny nedosáhne a ty potom podepírají nesprávné partie těla.

## Profilování matrace
Povrch nosné vrstvy matrace může být rovný, nebo tvarovaný. Tvarování zlepšuje prokrvení pokožky. Jemně ji masíruje i přes potah matrace.